# رائول اورا
رائول اورا (اسپانیایی: Raúl Urra‎؛ ۳ ژوئیه ۱۹۳۰ – ژوئیهٔ ۲۰۱۴) بازیکن بسکتبال اهل شیلی بود. وی در بازی‌های المپیک تابستانی ۱۹۵۶ شرکت کرده‌است.